# حطبة الميلاد

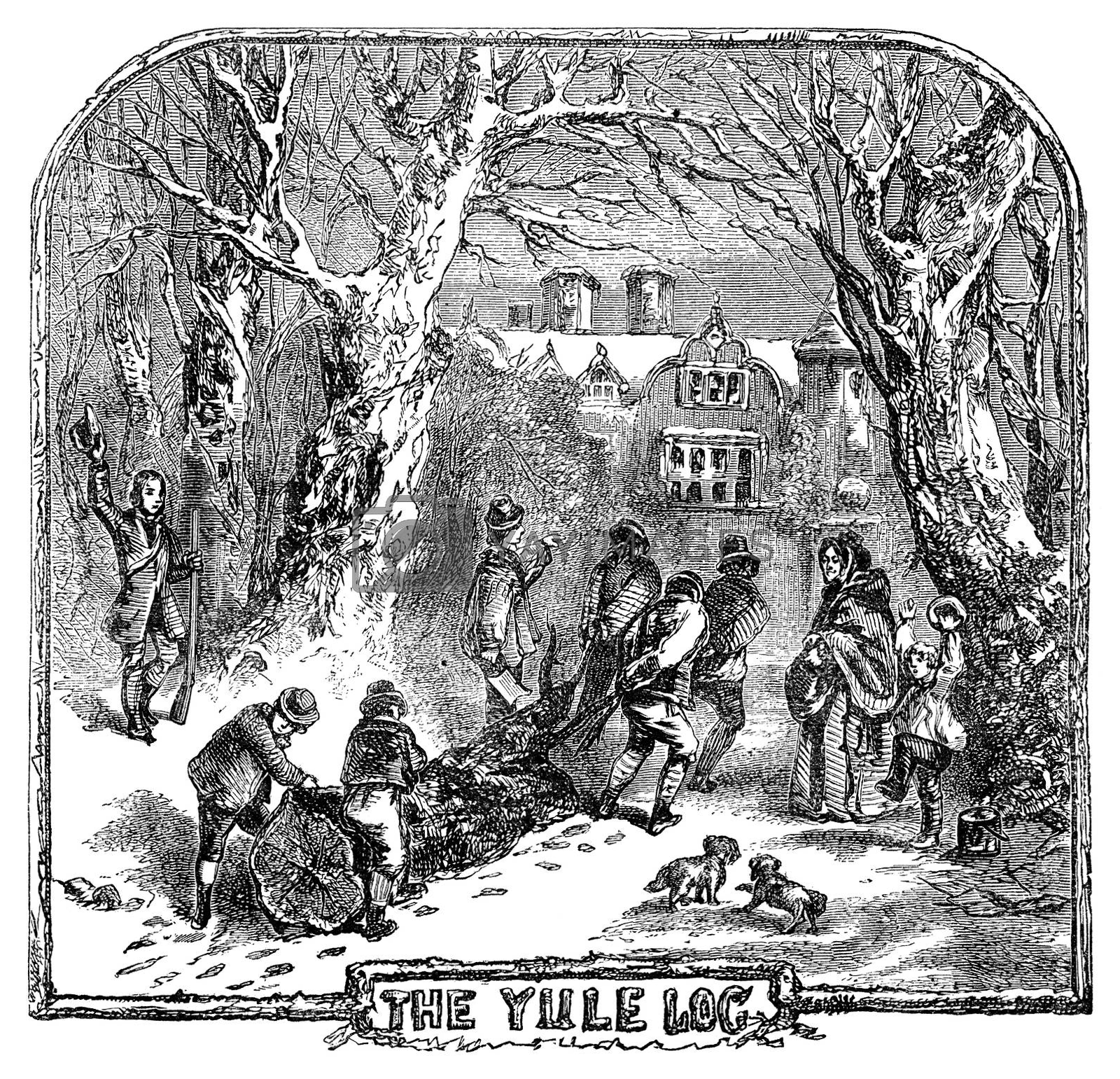
رسم توضيحي لأشخاص يجمعون حطبة الميلاد من كتاب الحجرات للأيام (1832)

حطبة الميلاد أو حطبة اليُول هي حطبة يجري اختيارها خصيصًا لتحرق على كانون، وهو تقليد شتوي في مناطق أَوربَّة وفي أمريكة الشمالية. أصل العادة الشعبية غير واضح. مثل التقاليد الأخرى المرتبطة باليول Yule قد تنبع العادة في النهاية من الديانة الهندية الأوروبية الأولية حيث سُجلت تقاليد مماثلة الوثنية السلافية القلطية والجرمانية والبلطيقية وغيرها.

تقدم الفلكلورية الأمريكية لِندة وَتس اللمحة العامة التالية عن العادة:
تعود العادة المألوفة المتمثلة في حرق حطبة الميلاد إلى احتفالات الانقلاب الشمسي السابقة وتقليد نيران النار الحميدة. تدعو ممارسة عيد الميلاد إلى حرق جزء من الحطب كل مساء حتى الليلة الثانية عشرة (6 يناير). ثم توضع الحطبة أسفل السرير من أجل الحظ وخاصة للحماية من التهديدات المنزلية من الصواعق ومع بعض المفارقة النار. لدى العديد معتقدات تستند إلى أن أثناء احتراق حطبة الميلاد ومن خلال عدّ الشرر المتطاير وما شابهه يسعون إلى رئية ثرواتهم للعام الجديد وما بعده. 
لاحظت وَتس أن حطبة الميلاد هو واحد من "شعارات الضوء الإلهي" المختلفة التي تظهر في عادات العطلة الشتوية (تشمل الأمثلة الأخرى نار الميلاد وشمعة الميلاد).